# Дублін (Техас)
Дублін (англ. Dublin) — місто (англ. city) в США, в окрузі Ерат штату Техас. Населення — 3359 осіб (2020).

## Географія
Дублін розташований за координатами 32°5′16″ пн. ш. 98°20′20″ зх. д. / 32.08778° пн. ш. 98.33889° зх. д. (32.087765, -98.338865).  За даними Бюро перепису населення США в 2010 році місто мало площу 9,29 км², з яких 9,29 км² — суходіл та 0,00 км² — водойми.

### Клімат
| Клімат : Дублін       | Клімат : Дублін | Клімат : Дублін | Клімат : Дублін | Клімат : Дублін | Клімат : Дублін | Клімат : Дублін | Клімат : Дублін | Клімат : Дублін | Клімат : Дублін | Клімат : Дублін | Клімат : Дублін | Клімат : Дублін | Клімат : Дублін |
| Показник              | Січ.            | Лют.            | Бер.            | Квіт.           | Трав.           | Черв.           | Лип.            | Серп.           | Вер.            | Жовт.           | Лист.           | Груд.           | Рік             |
| Середній максимум, °C | 13,3            | 15,6            | 20,0            | 24,4            | 27,8            | 32,2            | 35,0            | 35,6            | 31,1            | 25,6            | 18,9            | 14,4            | 24,4            |
| Середній мінімум, °C  | 0,0             | 2,2             | 5,6             | 10,6            | 15,6            | 19,4            | 21,7            | 21,1            | 17,8            | 12,2            | 6,1             | 1,1             | 11,1            |
| Норма опадів, мм      | 46              | 56              | 56              | 86              | 122             | 81              | 53              | 61              | 79              | 79              | 58              | 48              | 831             |
| --------------------- | --------------- | --------------- | --------------- | --------------- | --------------- | --------------- | --------------- | --------------- | --------------- | --------------- | --------------- | --------------- | --------------- |
| Джерело: Weatherbase  |                 |                 |                 |                 |                 |                 |                 |                 |                 |                 |                 |                 |                 |

## Демографія
Згідно з переписом 2010 року, у місті мешкали 3654 особи в 1305 домогосподарствах у складі 918 родин. Густота населення становила 393 особи/км².  Було 1558 помешкань (168/км²).
Расовий склад населення:
| - 77,0 % — білих - 1,4 % — корінних американців - 0,7 % — чорних або афроамериканців - 0,4 % — азіатів - 18,4 % — осіб інших рас |

До двох чи більше рас належало 2,2 %. Частка іспаномовних становила 35,3 % від усіх жителів.
За віковим діапазоном населення розподілялося таким чином: 29,6 % — особи молодші 18 років, 57,8 % — особи у віці 18—64 років, 12,6 % — особи у віці 65 років та старші. Медіана віку мешканця становила 32,2 року. На 100 осіб жіночої статі у місті припадало 94,3 чоловіків;  на 100 жінок у віці від 18 років та старших — 91,7 чоловіків також старших 18 років.
Середній дохід на одне домашнє господарство  становив 40 700 доларів США (медіана — 40 435), а середній дохід на одну сім'ю — 44 894 долари (медіана — 41 685). Медіана доходів становила 35 250 доларів для чоловіків та 30 182 долари для жінок. За межею бідності перебувало 26,6 % осіб, у тому числі 40,4 % дітей у віці до 18 років та 15,8 % осіб у віці 65 років та старших.
Цивільне працевлаштоване населення становило 1692 особи. Основні галузі зайнятості: освіта, охорона здоров'я та соціальна допомога — 17,6 %, роздрібна торгівля — 17,3 %, мистецтво, розваги та відпочинок — 14,2 %, виробництво — 13,9 %.